# Stenetrium crassimanus
Stenetrium crassimanus är en kräftdjursart som beskrevs av Barnard 1914. Stenetrium crassimanus ingår i släktet Stenetrium och familjen Stenetriidae. Inga underarter finns listade i Catalogue of Life.